# Processo Ornstein–Uhlenbeck

Uma simulação com,,. Inicialmente na posição, a partícula tende a se mover ao ponto central.

Em matemática, mais precisamente em cálculo estocástico, o processo Ornstein–Uhlenbeck, que recebe este nome em homenagem aos físicos holandeses Leonard Ornstein e George Eugene Uhlenbeck, é um processo estocástico que, grosso modo, descreve a velocidade de uma partícula browniana sob a influência do atrito, ou seja, uma partícula com massa. O processo é um processo de Gauss–Markov estacionário, o que quer dizer que é tanto um processo de Gauss, quanto de Markov, sendo o único processo não trivial que satisfaz estas três condições, permitindo transformações lineares das variáveis do espaço e do tempo. Ao longo do tempo, o processo tende a derivar em direção a sua média a longo prazo. Tal processo é chamado de reversão à média, comportamento comumente encontrando no movimentos de preços de instrumentos do mercado financeiro.

Uma simulação em três dimensões com,, e posição inicial.

O processo pode ser considerado uma modificação do passeio aleatório em tempo contínuo ou do processo de Wiener, em que as propriedades do processo foram mudadas de forma que há uma tendência do passeio mover para trás, rumo a uma locação central, com maior atração quando o processo está mais distante do centro. O processo Ornstein–Uhlenbeck pode ser considerado o análogo de tempo contínuo do processo auto-regressivo de tempo discreto.

## Representação por equação diferencial estocástica
Um processo Ornstein–Uhlenbeck {\displaystyle x_{t}} satisfaz a seguinte equação diferencial estocástica:
{\displaystyle dx_{t}=\theta (\mu -x_{t})dt+\sigma dW_{t},}
em que {\displaystyle \theta >0}, {\displaystyle \mu } e {\displaystyle \sigma >0} são parâmetros e {\displaystyle W_{t}} denota o processo de Wiener.
A representação acima pode ser tomada como a definição primária de um processo Ornstein–Uhlenbeck ou também mencionada como o modelo Vasicek.

## Representação por equação de Fokker–Planck
A função densidade de probabilidade {\displaystyle f(x,t)} do processo de Ornstein–Uhlenbeck satisfaz a equação de Fokker–Planck:
{\displaystyle {\frac {\partial f}{\partial t}}=\theta {\frac {\partial }{\partial x}}[(x-\mu )f]+{\frac {\sigma ^{2}}{2}}{\frac {\partial ^{2}f}{\partial x^{2}}}.}
A função de Green desta equação diferencial parcial parabólica linear, em que {\displaystyle D=\sigma ^{2}/2} e a condição inicial consiste em uma massa de ponto unitário na locação {\displaystyle y}, é:
{\displaystyle f(x,t)={\sqrt {\frac {\theta }{2\pi D(1-e^{-2\theta t})}}}\exp \left\{{\frac {-\theta }{2D}}\left[{\frac {(x-\mu -(y-\mu )e^{-\theta t})^{2}}{1-e^{-2\theta t}}}\right]\right\},},
que é uma distribuição gaussiana com média {\displaystyle \mu +(y-\mu )e^{-\theta t}} e variância {\displaystyle \sigma ^{2}/(2\theta )\left(1-e^{-2\theta t}\right)}.

A solução estacionária desta equação é o limite para o tempo tendendo ao infinito que é uma distribuição gaussiana com média {\displaystyle \mu } e variância {\displaystyle \sigma ^{2}/(2\theta )}:
{\displaystyle f(x)={\sqrt {\frac {\theta }{\pi \sigma ^{2}}}}\,e^{-\theta (x-\mu )^{2}/\sigma ^{2}}.}

## Aplicação em ciências físicas
O processo Ornstein–Uhlenbeck é um protótipo de um processo de relaxação ruidoso. Considere por exemplo uma mola de Hooke com constante de mola {\displaystyle k} cuja dinâmica é altamente superamortecida com coeficiente de fricção {\displaystyle \gamma }. Na presença de flutuações térmicas com temperatura {\displaystyle T}, o comprimento {\displaystyle x(t)} da mola flutuará estocasticamente em torno do comprimento de repouso da mola {\displaystyle x_{0}}. Sua dinâmica estocástica é descrita por um processo de Ornstein–Uhlenbeck com:
{\displaystyle {\begin{aligned}\theta &=k/\gamma ,\\\mu &=x_{0},\\\sigma &={\sqrt {2k_{B}T/\gamma }},\end{aligned}}}
em que {\displaystyle \sigma } deriva da equação de Stokes–Einstein {\displaystyle D=\sigma ^{2}/2=k_{B}T/\gamma } para a constante de difusão efetiva.

Em ciências físicas, a equação diferencial estocástica de um processo Ornstein–Uhlenback é reescrita como uma equação de Langevin:
{\displaystyle {\dot {x}}(t)=-{\frac {k}{\gamma }}(x(t)-x_{0})+\xi (t),}
em que {\displaystyle \xi (t)} é um ruído gaussiano branco com {\displaystyle \langle \xi (t_{1})\xi (t_{2})\rangle =2k_{B}T/\gamma \delta (t_{1}-t_{2})}. As flutuações são correlacionadas como: 
{\displaystyle \langle (x(t_{0})-x_{0})(x(t_{0}+t)-x_{0})\rangle ={\frac {k_{B}T}{k}}\exp(-|t|/\tau ),}
com tempo de correlação {\displaystyle \tau =\gamma /k}.
Em equilíbrio, a mola armazena uma energia média {\displaystyle \langle E\rangle =k\langle (x-x_{0})^{2}\rangle /2=k_{B}T/2} de acordo com o teorema da equipartição.

## Aplicação em matemática financeira
O processo Ornstein–Uhlenbeck é uma das várias abordagens usada para modelar (com modificações) taxas de juro, taxas de câmbio e preços de commodities estocasticamente. O parâmetro {\displaystyle \mu } representa o equilíbrio ou o valor médio apoiado pelos fundamentos, sendo {\displaystyle \sigma } o grau de volatilidade em torno dele causado por choques e {\displaystyle \theta } a taxa pela qual estes choques se dissipam e a variável reverte à média. Uma aplicação do processo é a estratégia de comércio conhecida como long and short.

## Propriedades matemáticas
O processo Ornstein–Uhlenbeck é um exemplo de processo gaussiano que tem uma variância limitada e admite uma distribuição de probabilidade estacionária. Em relação ao processo de Wiener, tem um termo de "deriva" diferente. Para o processo de Wiener, o termo de deriva é constante, enquanto, no processo Ornstein–Uhlenbeck, o termo de deriva é dependente do valor corrente do processo. Se o valor corrente do processo for menor do que a média (a longo prazo), a deriva será positiva. Se o valor corrente do processo for maior do que a média (a longo prazo), a deriva será negativa. Em outras palavras, a média age como um nível de equilíbrio para o processo. Isto dá ao processo seu nome informativo de "reversão à média". A variância estacionária (a longo prazo) é dada por:
{\displaystyle \operatorname {var} (x_{t})={\sigma ^{2} \over 2\theta }.}
O processo Ornstein–Uhlenbeck é o análogo de tempo contínuo do processo auto-regressivo de tempo discreto.
A distribuição assintótica da máxima verossimilhança do processo Ornstein–Uhlenbeck é:
{\displaystyle {\sqrt {n}}\left({\begin{pmatrix}{\hat {\theta }}_{n}\\{\hat {\mu }}_{n}\\{\hat {\sigma }}_{n}\end{pmatrix}}-{\begin{pmatrix}\theta \\\mu \\\sigma \end{pmatrix}}\right){\xrightarrow {d}}\ {\mathcal {N}}\left({\begin{pmatrix}0\\0\\0\end{pmatrix}},{\begin{pmatrix}{\frac {e^{2t\theta }-1}{t^{2}}}&0&{\frac {\sigma }{2}}{\frac {e^{2t\theta }-1-2t\theta }{t^{2}\theta }}\\0&{\frac {\sigma ^{2}\left(e^{t\theta }+1\right)}{2\left(e^{t\theta }-1\right)\theta }}&0\\{\frac {\sigma }{2}}{\frac {e^{2t\theta }-1-2t\theta }{t^{2}\theta }}&0&{\frac {\sigma ^{2}}{4}}{\frac {\left(e^{2t\theta }-1\right)^{2}+2t^{2}\theta ^{2}\left(e^{2t\theta }+1\right)-4t\theta \left(e^{2t\theta }-1\right)}{t^{2}\left(e^{2t\theta }-1\right)\theta ^{2}}}\end{pmatrix}}\right).}

## Solução

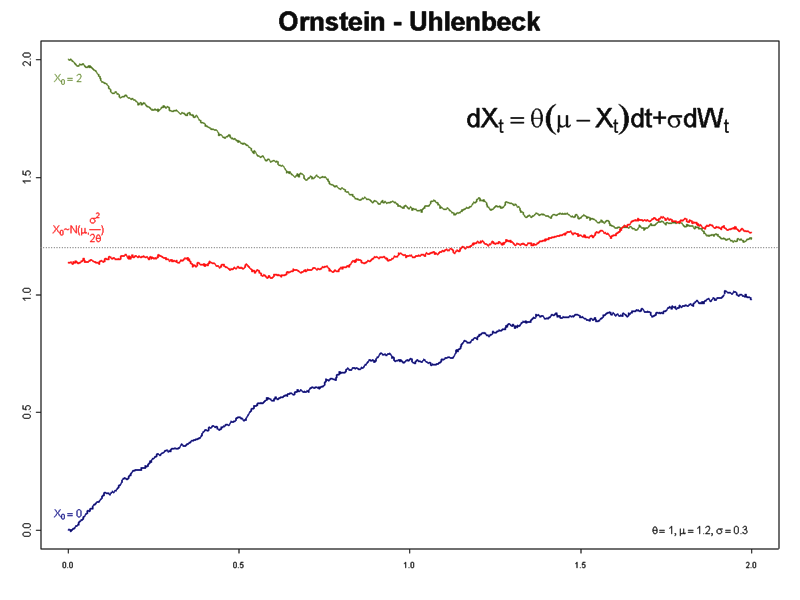
Três caminhos amostrais de diferentes processos Ornstein–Uhlenbeck com, e :
- azul: valor inicial (q.c.);
- verde: valor inicial (q.c.);
- vermelho: valor inicial normalmente distribuído de forma que o processo tem medida invariante.

Esta equação diferencial estocástica é resolvida pela variação de parâmetros. Mudando a variável
{\displaystyle f(x_{t},t)=x_{t}e^{\theta t},}
temos
{\displaystyle {\begin{aligned}df(x_{t},t)&=\theta x_{t}e^{\theta t}dt+e^{\theta t}dx_{t}\\&=e^{\theta t}\theta \mu dt+\sigma e^{\theta t}dW_{t}.\end{aligned}}}
Integrando de 0 a {\displaystyle t}, temos
{\displaystyle x_{t}e^{\theta t}=x_{0}+\int _{0}^{t}e^{\theta s}\theta \mu ds+\int _{0}^{t}\sigma e^{\theta s}dW_{s},}
em que vemos
{\displaystyle x_{t}=x_{0}e^{-\theta t}+\mu (1-e^{-\theta t})+\sigma \int _{0}^{t}e^{-\theta (t-s)}dW_{s}.}

### Fórmulas para momentos de processos estacionários
A partir desta representação, o primeiro momento é dado por (assumindo que {\displaystyle x_{0}} é uma constante)
{\displaystyle E(x_{t})=x_{0}e^{-\theta t}+\mu (1-e^{-\theta t}).}
A isometria de Itō pode ser usada para calcular a função covariância por
{\displaystyle {\begin{aligned}\operatorname {cov} (x_{s},x_{t})&=E[(x_{s}-E[x_{s}])(x_{t}-E[x_{t}])]\\&=E\left[\int _{0}^{s}\sigma e^{\theta (u-s)}dW_{u}\int _{0}^{t}\sigma e^{\theta (v-t)}dW_{v}\right]\\&=\sigma ^{2}e^{-\theta (s+t)}E\left[\int _{0}^{s}e^{\theta u}dW_{u}\int _{0}^{t}e^{\theta v}dW_{v}\right]\\&={\frac {\sigma ^{2}}{2\theta }}e^{-\theta (s+t)}(e^{2\theta \min(s,t)}-1)\\&={\frac {\sigma ^{2}}{2\theta }}\left(e^{-\theta |t-s|}-e^{-\theta (t+s)}\right).\end{aligned}}}

## Representação alternativa para processos não estacionários
Também é possível (e frequentemente conveniente) representar {\displaystyle x_{t}} (incondicionalmente, isto é, conforme {\displaystyle t\rightarrow \infty }) como um processo de Wiener escalonado de tempo transformado:
{\displaystyle x_{t}=\mu +{\sigma  \over {\sqrt {2\theta }}}e^{-\theta t}W_{e^{2\theta t}}}
ou condicionamente (dado {\displaystyle x_{0}}) como
{\displaystyle x_{t}=x_{0}e^{-\theta t}+\mu (1-e^{-\theta t})+{\sigma  \over {\sqrt {2\theta }}}e^{-\theta t}W_{e^{2\theta t}-1}.}
A integral do tempo deste processo pode ser usada para gerar ruído como um espectro de potência {\displaystyle 1/f}.

## Interpretação do limite de escalonamento
O processo Ornstein–Uhlenbeck pode ser interpretado como um limite de escalonamento de um processo discreto, da mesma forma que o movimento browniano é um limite de escalonamento de passeios aleatórios. Considere uma urna que contém {\displaystyle n} bolas azuis e amarelas. A cada passo, uma bola é escolhida aleatoriamente e reposta por uma bola da cor oposta. Considere {\displaystyle X_{n}} o número de bolas azuis na urna depois de {\displaystyle n} passos. Então, {\displaystyle {\frac {X_{[nt]}-n/2}{\sqrt {n}}}} converge em lei a um processo Ornstein–Uhlenbeck conforme {\displaystyle n} tende ao infinito.

## Generalizações
É possível estender os processos Ornstein–Uhlenbeck a processos em que o plano de fundo conduzindo o processo é um processo Lévy (em vez de um movimento browniano simples). Estes processos foram estudados pelo estatístico dinamarquês Ole Barndorff-Nielsen e pelo econometrista britânico Neil Shephard.
Adicionalmente, em finanças, os processos estocásticos são usados quando a volatilidade aumenta para valores maiores de {\displaystyle X}. Em particular, o processo de Chan–Karolyi–Longstaff–Sanders com o termo de volatilidade substituído por {\displaystyle \sigma x^{\gamma }dW_{t}} pode ser resolvido em forma fechada para {\displaystyle \gamma =1/2} ou1, assim como para {\displaystyle \gamma =0}, que corresponde ao processo Ornstein–Uhlenbeck convencional.